# Pazifische Taifunsaison 2009
Die Pazifische Taifunsaison 2009 ist die Ansammlung der im Jahr 2009 im westlichen Pazifischen Ozean aufgetretenen tropischen Wirbelstürme. Im Gegensatz zum Atlantischen Ozean und seinen Randmeeren hat die Taifunsaison keine offiziellen Grenzen, sondern ist mit dem Kalenderjahr identisch. Die meisten tropischen Wirbelstürme bilden sich hier jedoch zwischen Mai und November. Tropische Wirbelstürme, die sich nördlich des Äquators und westlich der Datumsgrenze bilden, nennt man Taifune. Die sich östlich des 180. Längengrades bildenden Stürme sind Gegenstand der Pazifischen Hurrikansaison 2009.

## Saisonprognosen
Seit der pazifischen Taifunsaison 2000 erstellt das Laboratory for Atmospheric Research an der City University of Hong Kong Vorhersagen über die erwartete Zahl tropischer Wirbelstürme, benannter Stürme und Taifune während einer Saison. Die Vorhersage wird im April veröffentlicht und im Juni aktualisiert. Für die Saison 2009 erwartet die CityUHK einen überdurchschnittlichen Saisonverlauf. Eine durchschnittliche Saison umfasst basierend auf den Daten von 1950 bis 2000 nach den Berechnungen der Universität 31 tropische Wirbelstürme, 27 benannte Stürme und 17 Taifune. In der im April veröffentlichten Vorhersage sagt die CityUHK 31 tropische Wirbelstürme, 27 benannte Stürme und 18 Taifune voraus. Außerdem geht das Institut davon aus, dass zwischen Mai und August vier tropische Wirbelstürme die Küste Südchinas überqueren. In einer normalen Saison passiert dies dreimal zwischen Mai und August und zweimal zwischen September und Dezember.
Das Central Weather Bureau Taiwans ging in seiner Prognose vom 30. Juni davon aus, dass es im westlichen Pazifik zu 24 bis 27 tropischen Stürmen kommen würde, von denen drei bis fünf Auswirkungen auf Taiwan haben könnten.

## Stürme

### Tropische Depression Auring
Am 30. Dezember 2008 bildete sich südöstlich von Manila, Philippinen, eine Wetterstörung. Das System wurde vom JTWC spät am 1. Januar als tropische Störung identifiziert, die Aussichten auf eine Entwicklung in einen tropischen Zyklon beurteilte das JTWC als schlecht. Von der JMA wurde das System als tropisches Tiefdruckgebiet beobachtet. Am Vormittag des 3. Januar vergab PAGASA den Namen Auring. Das System konnte sich jedoch nicht wesentlich intensivieren und wurde am 5. Januar von PAGASA zum Tiefdruckgebiet herabgestuft. Das Resttief brachte über den Osten Luzons, Bicol und Visayas verbreitet heftige Schauer.
Heftiger Regen und Überflutungen zwangen auf Mindanao 38.764 Personen zum Aufsuchen von Notunterkünften. Eine Person wurde getötet und zwei weitere blieben vermisst. Der Verkehr war ebenfalls beeinträchtigt und zahlreiche Fähren, Überlandbusse und Lastwagen mussten ihre Fahrten unterbrechen. 305 Häuser wurden zerstört, weitere 610 beschädigt. Die Sachschäden durch das Tiefdrucksystem wurden auf 23 Millionen Philippinische Peso – 500.000 US-Dollar (2009) – geschätzt.

### Tropische Depression Bising
Am 9. Februar bildete sich 150 km nördlich von Palau eine tropische Störung. Die Satellitenaufnahmen ergaben das Vorhandensein einer tiefen Konvektion am nördlichen Rand eines nichttropischen Troges, die in ein Gebiet mäßiger vertikaler Windscherung eingebettet war. Am nächsten Tag meldete das JTWC, dass die Störung sich aufgelöst hatte. Sie regenerierte sich jedoch in der Frühe des 12. Februar und erreichte im Verantwortungsbereich von Pagasa als Tropische Depression Bising mit Windgeschwindigkeiten um 45 km/h ihre größte Intensität, weswegen PAGASA Sturmwarnungen für Teile von Visayas und Mindanao auslöste. Nach dem Landfall des Tiefdruckgebietes auf Dinagat widerrief PAGASA alle Sturmwarnungen für dieses System. Zwischen Liloan und Ormoc wurde der Fährverkehr vorübergehend eingestellt, ebenso der Verkehr von und nach Cebu. Das Resttief erzeugte am 14. Februar gebietsweise schwere Regenschauer im Süden von Luzon, in der Bicol-Region und in Visayas, bevor es sich auflöste. Auf der Insel Cebu verursachte der Regen Erdrutsche, die eine Hauptstraße blockierten.

### Tropische Depression Crising
In der Frühe des 29. Aprils bildete sich 430 km südwestlich von Manila eine Wetterstärkung. Satellitenbilder zeigten eine walzenförmige bodennahe Zirkulation mit unterbrochenen Konvektionsbändern an ihrem südwestlichen Rand. Das System lag in einer Zone mit geringer vertikaler Windscherung. Im Tagesverlauf konsolidierte sich das System unter dem Einfluss eines Antizyklons kontinuierlich. Am nächsten Morgen wies PAGASA dem System den örtlichen Namen Crising zu und meldete, das Crising Windgeschwindigkeiten von 55 km/h erreichte. Einige Stunden später wurden für Teile des Westens von Luzon Sturmwarnungen ausgegeben, während sich das System im Südchinesischen Meer langsam nach Westen bewegte. Im Tagesverlauf beeinflussten sich Crising und die Wetterstörung, die sich später zum Taifun Kujira entwickelte, gegenseitig. Als Folge war Crisings Zirkulationszentrum nur noch schwach definiert. Das System konnte sich nicht regenerieren und am 2. Mai gab PAGASA für die Philippinen die letzten Warnungen aus.
Schwere Regenfälle durch die äußeren Regenbänder Crisings führten im Westen der Philippinen zu Überschwemmungen, von denen rund 2500 Bewohner betroffen waren. Am schlimmsten waren die Fluten in Lucena City, wo zehn Ortschaften abgeschnitten waren. Gebiete an Bucon und Inalmasinan wurden überschwemmt und führten zu deutlichen Schäden an der Ernte. In der Region ertranken mehrere Tiere, Straßen wurden durch Flutwasser unterspült oder durch Erdrutsche unpassierbar. In Mercedes.

### Taifun Kujira (Dante)
In der Frühe des 26. April bildete sich in der Nähe von Baler, Aurora eine Wetterstörung, die ursprünglich des Schwanzende einer Kaltfront war, die den Norden Luzons passierte. Das JTWC schätzte die Möglichkeit, das sich diese Störung innerhalb von 24 Stunden zu einem tropischen Zyklon entwickeln würde zunächst als gut ein, am 28. April erklärte Pearl Harbor das System als sich auflösend, was auf die Wechselwirkungen durch Tropische Depression Crising und dem von der JMA als Tropische Depression 03 klassifizierten System zurückging. Das System zog einige Tage lang in südwestliche Richtung und zog über Albay. Am 1. Mai reorganisierte sich das System über Wasser und wurde am Nachmittag durch PAGASA als Tropisches Tiefdruckgebiet Dante klassifiziert. Sturmwarnsignal Nummer eins wurde in den Provinzen Camarines Norte, Camarines Sur, Albay, Sorsogon, Catanduanes, Masbate, Burias und für den Süden Quezons gesetzt. PAGASA meldete, dass Dante bei Sorsogon in der Bicol-Region über Land zog. In der Frühe des 2. Mai verblieb Dante fast stationär und wurde im Tagesverlauf von der JMA als vollwertiges Tiefdruckgebiet klassifiziert. In der Frühe des nächsten Tages erreichte das System die Stärke eines tropischen Sturmes und erhielt den Namen Kujira. Der Sturm intensivierte sich weiter und wurde am Nachmittag des 3. Mai zum schweren tropischen Sturm. Die JMA stufte Kujira am Morgen des 4. Mai zum Taifun auf, der sich weiter rasch intensivierte und innerhalb von 24 Stunden von einem Taifun äquivalent zu Kategorie 2 der Saffir-Simpson-Hurrikan-Skala zu einem Kategorie-4-Taifun entwickelte. Am 6. Mai meldete das JTWC den Beginn des Übergangs zu einem außertropischen Wirbelsturm, da das bodennahe Zirkulationszentrum fast völlig von der Konvektion gelöst hatte und die vertikale Windscherung zunahm sowie die Wasseroberflächentemperatur abnahm. Später stufte die JMA Kujira zu einem schweren tropischen Sturm ab, da starke Windscherung dem System Tribut abforderte. In der Frühe des 7. Mai stufte die JMA Kujira zum tropischen Sturm ab; im Tagesverlauf wurde Kujira vollständig außertropisch.
Auf den Philippinen verursachte Kujira rund 626 Millionen Pesos Schaden an Ernte und Viehbestand sowie weitere 102 Millionen Pesos an den Bewässerungssystemen für die Landwirtschaft. Durch den nationalen Krisenstab wurden am 12. Mai insgesamt 28 Personen für tot und einer für vermisst erklärt. Betroffen von den Auswirkungen des Sturms waren 383.457 Personen in 609 Barangay innerhalb von 60 Gemeinden und vier Städten in fünf Provinzen der Region V. Der Sachschaden wurde mit 1,228 Milliarden Philippinischen Pesos angegeben, wovon 626 Millionen auf Schäden in der Landwirtschaft und rund 530 Millionen auf Infrastruktur und Häuser entfallen. Insgesamt wurden 138 vollkommen und 2249 teilweise zerstört.

### Tropische Depression vom 1. Mai
Am 20. April bildete sich südöstlich von Yap eine Wetterstörung, die sich in den darauffolgenden Tagen langsam nach Nordwesten bewegte. Am 27. April erklärten JTWC und JMA übereinstimmend, dass sich das System auflösen werde, doch am nächsten Tag regenerierte es sich und begann nach Südosten zu ziehen. In der Frühe des 2. Mai hatte sich das System zu einem unbedeutenden tropischen Tiefdruckgebiet verstärkt. Gegen Mittag des Tages wurde das System schwächer, einerseits durch starke Windscherung und andererseits durch die Wechselwirkungen mit dem sich entwickelnden Taifun Kujira. Die JMA setzte ihre Beobachtungen noch bis zum 4. Mai fort. Dann war nur noch eine bodennahe Zirkulation erkennbar, die sich bis zum 7. Mai vollkommen auflöste.

### Taifun Chan-hom (Emong)
Am 1. Mai verband sich ein Gebiet mit konvektiver Bewölkung mit einer Wetterstörung südöstlich von Nha Trang, Vietnam und mit einem Rest Crisings und bildete so ein starkes neues Wettersystem. Aufgrund von leichter vertikaler Windscherung und einem Antizyklon in der Höhe, der östlich des Systems lag, intensivierte sich das System und wurde von der JMA als kleines tropisches Tiefdruckgebiet klassifiziert. Das System wanderte zunächst nach Südosten und am frühen Morgen des 3. Mai nach Osten. Das System intensivierte sich weiter und wurde an diesem Tag von der JMA zum tropischen Sturm hochgestuft und erhielt den Namen Chan-hom. Am 4. Mai verstärkte sich Chan-hom zum schweren tropischen Sturm. Am 6. Mai wanderte der Wirbelsturm in das Verantwortungsgebiet von PAGASA und erhielt den lokalen Namen Emong. Nach weiterer Intensivierung wurde der Sturm durch das RSMC in Tokio zum Taifun aufgestuft. Am 7. Mai berichtete PAGASA, dass der Taifun über die Nordspitze von Bolinao hinweg gezogen sei.
Nach der Überquerung Pangasinans wirkte er sich auf La Union, Ilocos Sur, Benguet, Nueva Vizcaya, Ifugao, Kalinga und Isabela aus. Pangasinan (mit 150 mm Niederschlag durch Emong) und La Union waren die am stärksten getroffenen Provinzen. Wetterstationen der Provinzen in der Mitte Luzons, Ilocos, Cordillera Administrative Region und Cagayan Valley sowie in Metro Manila und Teile des Südens von Luzon meldeten am 7. Mai Niederschlagsmengen von mehr als 100 mm innert 24 Stunden. Der Regen durch den Taifun dauerte jedoch vom 6. bis zum 8. Mai. Das nationale Katastrophenzentrum meldete am 13. Mai, dass der Taifun 50 Personen getötet und 47 verletzt hat, die Zahl der Vermissten betrug zu diesem Zeitpunkt 13. Der Sachschaden wurde mit 690 Millionen Philippinischen Pesos angegeben. 204.000 Personen wurden von dem Taifun betroffen. Von den insgesamt 23.280 beschädigten Häusern wurden 6080 völlig und 17.200 teilweise zerstört. Außerdem löste der Taifun 11 Erdrutsche in Zambales und Cagayan aus. Am 8. Mai wurde Chan-hom zum tropischen Sturm abgestuft und im Tagesverlauf zum Tropischen Tiefdruckgebiet. Die JMA gab am Morgen des 9. Mai die letzte Warnung auf, beobachtete das System jedoch noch bis zur endgültigen Auflösung der Zirkulation am 13. Mai, als das System vom Jetstream in nordwestlicher Richtung davongetragen wurde.

### Schwerer Tropischer Sturm Linfa
In der Frühe des 10. Juni meldete das JTWC die Bildung einer Wetterstörung etwa 140 km südöstlich von Palau. Die Störung hatte ein längliches Zirkulationszentrum, dessen tiefe Konvektion sich im südwestlichen Quadranten entwickelte. Eine tropische Welle versorgte das System mit einer guten Ausströmung und verstärkte dadurch die tiefe Konvektion im Zentrum der Zirkulation, die sich inzwischen in einer Zone mit mäßiger Windscherung befand. In den nachfolgenden Tagen entwickelte sich die Störung stetig und wurde in der Frühe des 14. Juni von der JMA als fünftes tropisches Tiefdruckgebiet der Saison klassifiziert. Einige Stunden später löste das JTWC einen Tropical Cyclone Formation Alert (TCWA) aus, als sich das System etwa 520 km südöstlich von Manila befand. Die JMA veröffentlichte jedoch im Tagesverlauf ihre letzte Warnung zu dem System und stufte es zu einem nichttropischen Tiefdruckgebiet ab, während das JTWC den TCFA widerrief, weil die Konvektion in der Nähe des bodennahen Zirkulationszentrums deutlich schwächer geworfen war. Eine QuikSCAT-Analyse zeigte, dass zu dem Zeitpunkt die bodennahe Zirkulation in die Monsunrinne eingebettet war, wogegen Beobachtungen der höheren Luftschichten ergab, dass trotz dem Vorhandensein sehr trockener Luft die Umgebung vorteilhaft für eine Zyklonentwicklung blieb. Am 15. und 16. Juni brachte das Resttief starke Regenfälle auf den verschiedenen Inseln Luzons, als es über die Philippinen hinwegzog. Als es in das Südchinesische Meer gelangte, wurde spät am 16. Juni durch das JTWC ein neuer TCFA ausgelöst. Am nächsten Morgen meldete die JMA, dass sich die Störung in ein zweites tropisches Tiefdruckgebiet intensivierte. Das System intensivierte sich am 18. Juni zum Tropischen Sturm Linfa, der vom JTWC unter der Bezeichnung 03W geführt wurde, während er sich etwa 705 km südsüdwestlich von Kaohsiung, Taiwan befand.
Aufgrund der weiteren Entwicklung des Tiefs stufte es das JTWC am Abend des 17. Juni zu einem tropischen Sturm herauf. Am nächsten Morgen nannte das JMA den Sturm Linfa. Während des Tages hinderte beschränkter polwärts gerichtete Ausströmung Linfa daran, sich weiter zu verstärken. Am 19. Juni intensivierte sich Linfa weiter zu einem schweren tropischen Sturm und es bildete sich ein Auge heraus. Durch die Auswirkungen eines naheliegenden Höhentiefs verbesserte sich die Ausströmung und Linfa verstärkte sich dadurch weiter, sodass der Sturm am nächsten Tag vom JTWC zu einem Taifun heraufgestuft wurde, der einminütige Spitzengeschwindigkeiten von 140 km/h erreichte. Später am Tag ließ die Konvektion im Zentrum nach und das Auge verschwand. Scherwinde in der Höhe verhinderten eine erneute Verstärkung des Taifuns. Als Linfa sich dem Festland näherte, führte die Einwirkung des Landes am 21. Juni zur Abstufung zu einem tropischen Sturm. Am Nachmittag zog der Sturm in der südchinesischen Provinz Fujian über Land. Die Konvektion löste sich schnell auf, als sich das Sturmzentrum von der Küstenlinie entfernte, sodass am 22. Juli Linfa durch das JTCW und die JMA zum tropischen Tiefdruckgebiet abgestuft wurde. Das System löste sich direkt vor der Küste auf.
Während des Sturms wurden 7 Menschen getötet und es entstand ein Sachschaden von 110 Millionen US-Dollar. Betroffene Gebiete waren China, Taiwan, Hong Kong und die Philippinen. Südlich von Taiwan lief ein Öltanker wegen hohen Wellengangs auf Grund. In Taiwan wurden zwei Menschen von umstürzenden Bäumen erschlagen. In Chiangchun und anderen Gebieten von China und Taiwan gab es Stromausfälle. Die Landwirtschaft in Taiwan erlitt einen Schaden von 12,1 Millionen US-Dollar. In China verursachten sintflutartige Regenfälle schwere Überschwemmungen. Es kam zu Erdrutschen, wobei eine Person ums Leben kam. Die Fluten zerstörten 100 Häuser, 10.000 weitere Häuser wurden überschwemmt, genauso wie 32.000 Hektar Ackerland in der Provinz Fujian. Nachdem innerhalb von 9 Stunden 413,7 mm Regen gefallen waren, starben durch die anschließenden Fluten weitere fünf Personen in Meizhou in der Provinz Guangdong. In der Stadt wurden 362 Häuser zerstört und die Infrastruktur wurde schwer beschädigt. Etwa 20 Millionen Menschen waren von dem Sturm betroffen.

### Tropischer Sturm Feria
Am 16. Juni bildete sich etwa 170 km nordöstlich von Palau eine Wetterstörung, die sich in den nächsten Tagen zwar entwickelte, aber nicht über ein gutdefiniertes oberflächennahes Zirkulationszentrum verfügte. In der Frühe des 20. Juni begann die Störung sich plötzlich zu intensivieren, und auch das Zirkulationszentrum konsolidierte sich. Die Störung lag unterhalb leichter vertikaler Windscherung. Um 6:00 Uhr UTC am 22. Juni klassifizierte die JMA das System als tropisches Tiefdruckgebiet. Die Konvektion hatte begonnen, sich zu organisieren und die Analysen der höheren Luftschichten zeigten ein Zirkulationszentrum westlich von Guam. Das JTWC führte das System als 04W während PAGASA am 23. Juni den lokalen Namen Feria vergab.
Um 17:00 Uhr Ortszeit (9:00 Uhr UTC) gelangte der Sturm bei Hernani in Eastern Samar über Land und fünf Stunden später erneut in Masbate. Als Nangka am 24. Juni nach seinem dritten Landfall um 4:30 Uhr bei Calapan City über Mindoro hinwegzog, gingen die Windgeschwindigkeiten rasch zurück. Nagka benötigte acht Stunden, um Mindoro zu überqueren und wurde von PAGASA zu einem tropischen Tiefdruckgebiet abgestuft; JMA und JTWC behielten die Einstufung Nangkas als tropischen Sturm jedoch noch bei. Früh am 25. Juni zog Nangka über das Südchinesische Meer, sodass PAGASA die letzte Warnung ausgab, weil der Sturm deren Verantwortungsbereich verließ. Am Abend stuften sowohl das RSMC Tokio als auch das JTWC Nangka zu einem tropischen Tiefdruckgebiet ab, weil das bodennahe Zirkulationszentrum zu zerfallen begann. Das System gelangte am Mittag des 26. Juni zum vierten Mal über Land, nunmehr in der Provinz Guangdong in der Volksrepublik China, und es streifte dabei die nördlichen Bereiche von Hongkong. Einige Stunden später gaben JMA und JTWC die letzten Warnungen zu Nangka aus. Das Resttief des Sturms löste sich am 27. Juni vollständig auf.
In Eastern Samar wurde der Fährverkehr eingestellt. Ungewöhnlich starke Gewitter entwickelten sich an den Ausläufern des Sturmes in anderen Gebieten der Philippinen. In San Pascual, Bauan und Batangas City fielen große Hagelkörner. Starkregen im Zusammenhang mit Nangka überflutete mehrere Regionen, teilweise stand das Wasser hüfthoch. Spätere Berichte bestätigten, dass ein Tornado in Barangay 23 Häuser zerstörte. In Cebu wurde durch die Auswirkungen des Sturmes mindestens eine Person getötet. Mindestens 500 Bewohner der Philippinen wurden durch Nangka obdachlos. In Cavite hingen 7000 Reisende fest, weil der Hafen wegen Starkregen und Wellengang geschlossen war. Die Sturmflut erreichte hier eine Höhe von rund 1,2 m über dem Normalstand.
Durch Nangka wurden auf den Philippinen mindestens sechs Personen getötet, elf weitere waren am 24. Juni nach amtlichen Angaben vermisst. Der Sachschaden wurde von der nationalen Katastrophenschutzkommission auf 2,8 Million Philippinische Pesos (rund 54.000 USD) beziffert.

### Tropischer Sturm Soudelor (Gorio)
Am 7. Juli meldete das JTWC, dass sich 900 km nordwestlich von Yap eine Wetterstörung gebildet hat. Tiefe Konvektion eingebettet in eine breite und schwache Zirkulation mit schlecht ausgebildetem Zentrum, das sich zu vergrößern begann aufgrund eines tropischen Tiefs östlich des Systems. Während der nächsten Tage entwickelte sich das System, bis schließlich am 9. Juli vom JTWC ein Tropical Cyclon Formation Alert ausgelöst wurde. PAGASA nannte das System Tropisches Tiefdruckgebiet Gorio. Später veröffentlichte das JTWC Warnungen, in denen das System als 05W bezeichnet wurde, während die JMA noch bis zum nächsten Tag zögerte Warnungen zu veröffentlichen. Am 10. Juli veröffentlichte PAGASA seine letzte Warnung zu Gorio. Während es aus deren Verantwortungsbereich abzog wurde es behindert von einer ungünstigen Höhenströmung. Das Tiefdruckgebiet verstärkte sich allmählich und sowohl das JTWC als auch das JMA berichten von einer Verstärkung zu einem tropischen Sturm bis zum nächsten Morgen. Der Sturm wurde vom JMA Soudelor genannt. Später an diesem Tag berichtet das JTWC, das sich Soudelor zu einem Tiefdruckgebiet abgeschwächt hat. Es wurde aber wieder zu einem tropischen Sturm hochgestuft, als es sich der Provinz Hainan näherte. Am 11. Juli wurde der Sturm vom JTWC und JMA zu einem tropischen Tiefdruckgebiet herabgestuft. Das JTWC veröffentlichte am Nachmittag seine letzte Warnung. Am 13. Juli wurde vom JMA die letzte Meldung veröffentlicht.

### Tropische Depression Huaning
Am 10. Juli meldete das JTWC, dass sich etwa 1065 km östlich von Manila eine Wetterstörung gebildet hat. Die Konvektion war mit einer gut ausgeprägten Zirkulation verbunden und lag unter einem Antizyklon. Das System begann mit dem Aufbau einer Ausströmung in einen Trog nordöstlich des Systems und wurde am 11. Juli von der JMA als tropisches Tiefdruckgebiet klassifiziert, offiziell das achte der Saison. Das System entwickelte sich weiter, erreichte jedoch nicht den offiziellen Status eines tropischen Sturms, obwohl PAGASA das System am 13. Juli als tropischen Sturm führte und den lokalen Namen Huaning vergab. Das Tiefdruckgebiet zog in nordwestlicher Richtung und gelangte bei Chungyang auf Taiwan über Land. Dort schwächte es sich ab, sodass die JMA und das JTWC am 14. Juli ihre letzten Warnungen zu dem System ausgaben.

### Taifun Molave (Isang)
Spät am 10. Juli bestand etwa 280 km südöstlich von Yap eine Wetterstörung. Die Konvektion war in ein schlecht entwickeltes bodennahes Zirkulationszentrum eingebettet und wurde von minimaler Windscherung überdeckt. Im Laufe des nächsten Tages entwickelte sich das System kontinuierlich weiter. Am 12. Juli stellte das JTWC jedoch fest, dass die Störung sich aufgelöst hat, weil die Ausströmung des Systems durch Huaning gehemmt wurde, löste am späten 13. Juli jedoch erneut einen TCFA aus. Die JMA klassifizierte das System am 14. Juli als tropisches Tiefdruckgebiet und PAGASA wies dem System den lokalen Namen Isang zu. Das Tiefdruckgebiet entwickelte sich weiter und intensivierte sich am 15. Juli zum tropischen Sturm. Am 17. Juli stufte die JMA den Sturm zu einem schweren tropischen Sturm hoch. Am Morgen des 18. Juli verstärkte sich Molave zum Taifun, der rasch in das Südchinesische Meer zog. Am 19. Juli um 17:00 Uhr UTC (01:00 Uhr HKT) zog der Sturm über Land. Am Nachmittag des Tages gaben JTWC und JMA die letzten Warnungen zu dem System aus, das sich über dem chinesischen Festland rasch zu einem tropischen Tiefdruckgebiet abschwächte. Die Auswirkungen durch den Taifun Molave töteten mindestens vier Personen.

### Tropischer Sturm Goni (Jolina)
Spät am 25. Juli meldete das JTWC die Bildung von Konvektion, die sich um das Zentrum eines bodennahen Tiefdruckgebietes in der Monsunrinne etwa 815 km nordöstlich von Guam bildete. Ein Antizyklon und ein tropischer Trog in der oberen Troposphäre sorgten für Ausströmung. Über die nächsten Tage entwickelte sich das System stetig, am 28. Juli jedoch wurde das System als aufgelöst erklärt, weil das bodennahe Zirkulationszentrum nicht mehr besonders gut organisiert erschien und unter der Einwirkung von starker vertikaler Windscherung stand.
Am 30. Juli reorganisierte sich die Störung, etwa 630 km von Guam entfernt, mit einem in die Länge gezogenen Zirkulationszentrum, das mehrere Wirbel aufwies. Nach einer weiteren Intensivierung erklärte PAGASA, dass sich eine tropische Störung gebildet habe und wies dem System den nur für die Philippinen geltenden Namen Jolina zu. Das Tiefdruckgebiet intensivierte sich weiter und wurde von der JMA am 31. Juli als tropisches Tiefdruckgebiet klassifiziert. Nachdem die tiefe Konvektion sich verstärkt und um ein Zirkulationszentrum konsolidiert hatte, gab das JTWC am 1. August einen Tropical Cyclone Formation Alert aus. Am Morgen desselben Tages zog Jolina bei Casiguran in der Provinz Aurora jedoch über Land und gelangte erst im Tagesverlauf in das Südchinesische Meer. Am 2. August stellte PAGASA die Warnungen ein, weil Jolina den Verantwortungsbereich der philippinischen Meteorologiebehörde verlassen hatte und Richtung China gezogen war. Später an diesem Tag stufte das JTWC anhand von Infrarotaufnahmen das System zum tropischen Sturm herauf, dem achten nach der Zählung des JTWC. Die JMA stufte das System erst einen Tag später zum tropischen Sturm hoch und vergab den Namen Goni. Mit dem Landfall in Macau zog das System am 4. August um 17:00 Uhr zum zweiten Mal über Land. Am 7. August stellte das JTWC fest, dass das Resttief des Tropischen Sturms Goni in den Golf von Tonkin gelangt war. Das System intensivierte sich nach den Kriterien des JTWC nochmals zu einem tropischen Sturm und zog in südlicher Richtung, verlor aber schon wenige Stunden später wieder an Intensität, sodass das JTWC seine letzte Warnung ausgab.
Auf den Philippinen starben durch die Einwirkungen des Tropischen Sturmes Goni mindestens 12 Personen, 221.412 Personen in 281 Ortschaften in 13 Provinzen waren von den Auswirkungen des Sturmes direkt betroffen. Die Sachschäden wurden auf Php 131,3 Millionen Philippinische Pesos geschätzt, davon 24,6 Millionen in der Landwirtschaft und 106,7 Millionen an der Infrastruktur. In China tötete der Sturm fünf Personen. In der Provinz Hainan mussten die Behörden 92.000 Personen evakuieren. 575 Häuser wurden zerstört und 2311 beschädigt. Mehr als 68.000 Hektar Ackerland wurden überschwemmt.

### Taifun Morakot (Kiko)
Am 2. August stellte die JMA fest, dass sich in einem Monsuntrog etwa 1000 km östlich der Philippinen das elfte tropische Tiefdruckgebiet der Saison gebildet hat. Das Tiefdruckgebiet blieb schwach und im Tagesverlauf wurde es von der JMA zunächst zu einem Gebiet mit konvektiver Aktivität zurückgestuft, einige Stunden später stellt die JMA fest, dass sich die Depression regeneriert hatte und dass die tiefe Konvektion auf der westlichen Seite eines teilweise freigestellte Zirkulationszentrum aufflackerte. Am 3. August gelangte das System in den Verantwortungsbereich von PAGASA, die den Namen Kiko zuwies. Einige Stunden später stufte das Regional Specialized Meteorological Centre das System zum tropischen Sturm hoch und benannte es mit dem international gültigen Namen Morakot. Das JTWC führte Morakot als 09W.

### Tropischer Sturm Etau
Am 6. August befand sich ein Gebiet mit konvektiver Bewölkung in der Monsunrinne etwa 1000 km südwestlich von Iwo To, Japan. Satellitenbilder zeigten ein TUTT nordöstlich des Systems, das ebenfalls unter dem Einfluss starker vertikaler Windscherung lag und sich in einer günstigen Umgebung befand. Spät am 7. August löste des JTWC einen Tropical Cyclone Forming Alert aus und die JMA klassifizierte das System am 8. August als tropisches Tiefdruckgebiet. Das System intensivierte sich weiter zu einem tropischen Sturm und erhielt den Namen Etau.
In der Nachanalyse stufte die JMA Etau zu einem tropischen Sturm mit zehnminütigen andauernden Windgeschwindigkeiten von 75 km/h ab.

### Tropische Depression Maka
Am 13. August überquerte das Resttief des Tropischen Sturmes Maka die internationale Datumsgrenze und gelangt so in den Westpazifik; die JMA klassifizierte das System sofort als tropische Depression. Im Tagesverlauf stellte das JTWC fest, dass sich das System etwa 1425 km südöstlich von Wake befand und im nördlichen Quadranten eines langgezogenen bodennahen Zirkulationszentrums Konvektion bildete. Das System befand sich in einem Gebiet mit leichter bis moderater Windscherung und die Ausströmung in einen Höhentrog war gut entwickelt. Am nächsten Tag sah das JTWC die Möglichkeit, dass die Bildung eines tropischen Sturms jederzeit möglich war, weil sich das Zirkulationszentrum weiterentwickelt hatte Later that day, the JTWC re-upgraded the disturbance to Tropical Depression 01C (Maka). und am nächsten Tag stufte das JTWC das Tiefdruckgebiet vorübergehend zu einem tropischen Sturm hoch. Das System konnte sich jedoch nicht weiterentwickeln und verlor an Kraft, während es langsam weiter nach Westen driftete. Am 17. August stellte die JMA fest, dass sich das System aufgelöst hatte.

### Taifun Vamco
Am 14. August bildete sich ein Gebiet mit konvektiver Monsunbewölkung, etwa 750 km nordöstlich von Pohnpei. Satellitenaufnahmen zeigten, dass sich zwischen Nordosten und Südwesten um das bodennahe Zirkulationszentrum Konvektionsbänder anordneten. Außerdem unterlag das System nur leichter Windscherung und im nordöstlichen Quadranten existiert leichter polwärts gerichtete Ausströmung in einen tropischen Trog in der ober Troposphäre. Am Nachmittag des 16. August klassifizierte die JMA das System als tropisches Tiefdruckgebiet und einen Tag später zum Tropischen Sturm Vamco. Am 18. August intensivierte sich Vamco zu einem schweren tropischen Sturm und in der Frühe des 19. August stufte das RSMC Vamco zu einem minimalen Taifun hoch. Sechs Stunden später war auf Satellitenbildern ein kleines Auge erkennbar, und Vamco hatte sich zu einem Taifun intensiviert, der eine Stärke äquivalent zur Kategorie 2 der Saffir-Simpson-Hurrikan-Skala erreichte. Früh am 22. August erreichte Vamco seinen Höhepunkt als Taifun äquivalent zu einem Kategorie-4-Hurrikan. Um den 25. August näherte sich Vamco den südwestlichsten Inseln der Aleuten und verlor rasch seine tropischen Eigenschaften. Der Sturm entwickelte Merkmale eines Frontensystems und das Auge wurde schnell weniger ausgeprägt, sodass das JTWC und einige Stunden später auch die JMA ihre letzten Warnungen zu dem sich abschwächenden Sturm ausgaben. Vamco blieb fern von Land und deswegen wurden keine Schäden gemeldet.

### Tropische Depression vom 20. August
Früh am 20. August meldete die JMA, dass sich etwa 720 km südöstlich von Okinawa, Japan eine tropische Depression gemeldet hat. Das JTWC stellte im Tagesverlauf fest, dass das System ein breites bodennahes Zirkulationszentrum mit schwacher Konvektion hat und dass die Bedingungen für eine weitere Entwicklung günstig waren, da die Temperatur der Wasseroberfläche hoch und die vertikale Windscherung gering war. Die JMA gab jedoch am nächsten Tag die letzte Warnung zu dem System aus, das sie zu einem Tiefdruckgebiet zurückgestuft hatte. Es löste sich früh am 22. August schließlich auf.

### Tropische Depression vom 25. August
In der Frühe des 25. August bemerkte das JTWC ein Konvektionszentrum etwa 1000 km südöstlich von Okinawa, Japan. Die Konvektion bewegte sich dabei über einen weiten und schlecht definierten bodennahen Zirkulationszentrum, die vertikale Windscherung war gering. Ein Höhentrog näherte sich dem System von Nordwesten und behinderte die Ausströmung; außerdem brachte er kühlere und trockenere Luft in die Nähe der Störung. Im Tagesverlauf klassifizierte die JMA das System als tropische Depression. Das JTWC meldete früh am nächsten Morgen, dass sich das Tiefdruckgebiet aufgelöst hat. Die JMA setzte die Sturmwarnungen zunächst noch fort und gab erst später am 26. August die letzte Warnung zu dem System aus.

### Taifun Choi-wan
Taifun Choi-wan bildete sich in der Frühe des 11. September 2009 als schwache tropische Störung, etwa 1100 km östlich von Guam. An diesem Tag entwickelte sich die Störung schnell und wurde sowohl von der JMA als auch durch das JTWC am nächsten Tag als tropisches Tiefdruckgebiet klassifiziert. Die Intensivierung setzte sich fort und am 12. September gab die JMA dem inzwischen zum tropischen Sturm angewachsenen System den Namen Choi-wan. Während des 13. September verlangsamte sich die rapide Intensivierung und Choi-wan erreicht gerade so die Stärke eines schweren tropischen Sturm, bevor am nächsten Tag die rapide Intensivierung wieder einsetzte, sodass Choi-wan zum Taifun aufgestuft wurde. Im Tagesverlauf gewann der Taifun soviel an Kraft, dass er der Kategorie 4 auf der Saffir-Simpson-Hurrikan-Skala entsprach. Choi-wan verstärkte sich dann während des 15. September weiter, nach den Angaben des JMA betrug die zehnminütige Spitzenwindgeschwindigkeit 195 km/h, das Joint Typhoon Warning Center meldete den Höhepunkt des Kategorie-5-Taifuns mit einminütigen Windgeschwindigkeiten von 260 km/h.
Aufgrund einer ausgezeichneten polwärts gerichteten Ausströmung und hoher Wasseroberflächentemperaturen blieb Choi-wan im Stadium seiner Spitzenstärke bis in die Frühe des 17. September, als die tiefe Konvektion im nordwestlichen Quadranten nachzulassen begann, weil der tropischer Höhentrog (TUTT) in nordwestlicher Richtung nicht mehr für eine gute Ausströmung sorgte. Choi-wan wurde deswegen vom JTWC heruntergestuft, während der Taifun eine zyklische Eyewall-Neubildung durchlief. Mit einminütigen Spitzenwindgeschwindigkeiten von 150 km/h erreichte Choi-wan am 18. September einen sekundären Gipfel. Am 19. September verlor Choi-wan rapide an intensität, weil der Taifun in eine ungünstige Umgebung gelangte, in der viel stärkere Windscherung begann, die tiefe Konvektion des Taifuns zu erodieren. Als Ergebnis dessen und infolge der Tatsache, dass inzwischen trockenere Luft in das Zirkulationszentrum geführt wurde, entschied das JTWC, Choi-wan zu einem außertropischen Wirbelsturm abzustufen und gab früh am nächsten Tag die letzte Warnung zu dem Sturm aus. Die JMA folgt diesem Schritt im Tagesverlauf.
Obwohl die Intensität Choi-wan bei der Passage durch die Nördlichen Marianen sehr hoch war, wurden keine Personenschäden gemeldet. Es wurde später durch die US Navy festgestellt, dass die gesamte Insel Alamagan unbewohnbar war, weil mit Ausnahme eines Labor- und Forschungsgebäudes, alle Bauwerke völlig zerstört waren und die meisten der Bäume auf der Insel dem Kraft des Taifuns nicht standgehalten hatten. Als Ergebnis folgte die Entscheidung, dass alle Einwohner Alamagans und Agrihans nach Saipan gebracht wurden.

### Taifun Parma (Pepeng)

Die Wirbelstürme Parma und Melor

### Tropische Depression 18W
Am 26. September bildete sich etwa 200 km nordöstlich von Fananu ein Gebiet konvektiver Bewölkung. Satellitenaufnahmen zeigten, dass ein bodennahes Zirkulationszentrum teilweise freigestellt war, und ein TUTT sorgte für Ausströmung nach Nordwesten. Am Morgen des nächsten Tages organisierte sich das System aufgrund einer günstigen Umgebung besser, sodass die JMA das System als tropische Depression klassifizierte. Das JTWC stellte am 28. September die Intensivierung in einen tropischen Sturm nach den Kriterien des JTWCs fest, die JMA schloss jedoch am 29. September eine Intensivierung aus, weil das System einerseits in den Einfluss des sich intensivierenden Taifuns Parma geriet und andererseits seine tropischen Eigenschaften verlor. Um die Mittagszeit des 30. September zog das System über die Andersen Air Force Base hinweg, als sich abschwächendes tropisches Tiefdruckgebiet. Dementsprechend gab das JTWC am Abend des 30. Septembers die letzte Warnung zu 18W aus und die JMA erklärte, dass sich das System aufgelöst habe. Die Reste wurden dann von Taifun Parma absorbiert, sodass dieser noch weiter an Kraft hinzuerlangte.

### Taifun Melor (Quedan)
Am 28. September bildete sich etwa 370 km nordöstlich von Pohnpei ein konvektives Bewölkungsgebiet. Satellitenaufnahmen ergaben, das sich ein bodennahes Zirkulationszentrum zu bilden begonnen hatte. Am Abend des 28. Septembers sorgte ein tropischer Höhentrog für gute Ausströmung und die vertikale Windscherung war günstig, sodass das JTWC einen Tropical Cyclone Formation Alert auslöste. Sowohl JMA als auch JTWC klassifizierten das System am 29. September als tropisches Tiefdruckgebiet. In der Frühe des 30. Septembers stellte die JMA fest, dass sich das System in einen tropischen Sturm intensiviert hatte und vergab den internationalen Namen Melor. Bis zum 1. Oktober intensivierte sich Melor zunächst zum schweren tropischen Sturm und schließlich in einen Taifun. Die Intensivierung setzte sich rasch fort und am Nachmittag desselben Tages meldete das JTWC, dass Melor die Stärke äquivalent zur Kategorie 3 der Saffir-Simpson-Hurrikan-Skala erreicht habe. Der Taifun intensivierte sich weiter und wanderte auf den Nordosten von Luzon zu. In der Frühe des 2. Oktobers erreichte der die Kategorie 4, auf der er zunächst verharrte, um sich einen Tag später erneut zu verstärken, bis er sich nach den Angaben des JTWCs am 4. Oktober zu einem der Kategorie 5 entsprechenden Supertaifun intensiviert hatte. Die JMA ermittelte den niedrigsten Luftdruck im Zentrum des Taifuns mit 910 hPa und die andauernden zehnminütigen Windgeschwindigkeiten mit 205 km/h. Am 5. Oktober wies PAGASA dem Taifun den lokalen Quedan zu, da dieser sich den Philippinen näherte. Weil Taifun Parma den Weg nach Westen versperrte, drehte der Taifun jedoch nach Norden ab, und am Mittag des 8. Oktobers zog Melor in Japan über Land. Nach dem Landfall stufte die JMA Melor zu einem schweren tropischen Sturm ab, während das JTWC das System bereits als außertropischen Sturm klassifizierte.
Die Reste von Taifun Melor wurden spät am 9. Oktober von einem neu entstandenen Tiefdruckgebiet absorbiert. Dieses überquerte den Pazifischen Ozean und erreichte die Küste Kaliforniens. Das System führte in der San Francisco Bay Area zu Starkregen und Windböen von 124 km/h auf Angel Island. Die Schäden in Kalifornien wurden von den Versicherungen auf 1,5 Milliarden US-Dollar beziffert.

### Tropischer Sturm Nepartak
Am 6. Oktober bildete in Verbindung mit einem Monsuntrog ein Gebiet mit konvektiver Bewölkung, etwa 500 km südwestlich von Saipan. Satellitenbilder zeigten ein sich konsolidierendes bodennahes Zirkulationszentrum mit Konvektionsbändern und tiefer Konvektion im nördlichen Halbkreis. Am Morgen des 8. Oktober begann das System nach Nord-Nordwesten zu ziehen, und aufgrund günstiger Bedingungen wurde das Zirkulationszentrum rasch besser definiert, sodass die JMA das System als tropisches Tiefdruckgebiet klassifizierte. Am 9. Oktober stufte die JMA das System zu einem tropischen Sturm hoch und vergab den Namen Nepartak. In den darauffolgenden Stunden intensivierte sich der Sturm zu seiner Spitzenintensität mit zehnminütigen andauernden Windgeschwindigkeiten von 85 km/h. Am 14. Oktober hatte sich der Sturm jedoch aufgelöst, weil er vom polaren Jetstream entzweigerissen wurde.

### Taifun Lupit (Ramil)
Früh am 13. Oktober meldete das JTWC, dass sich etwa 380 Seemeilen nordwestlich von Kwajalein ein Konvektionsgebiet gebildet hat. Die Konvektion war noch schlecht organisiert, begann sich aber sich um eine ausgedehnte bodennahe Zirkulation zu konsolidieren. Die vertikale Windscherung war gering und auch die Wasseroberflächentemperatur war vorteilhaft für die weitere Entwicklung. Die Störung entwickelte sich rasch, sodass die JMA am Morgen des 14. Oktobers die Ausgabe von Sturmwarnungen aufnahm und das JTWC davon ausging, dass sich bereits ein schwacher tropischer Sturm gebildet hatte. Das System wanderte die nächsten Tagen weiter in westnordwestlicher Richtung. Es wurde von der JMA am 15. Oktober zum tropischen Sturm aufgestuft und erhielt den Namen Lupit. Am 16. Oktober stellte das JTWC fest, dass sich Lupit zu einem Taifun intensiviert hatte; die JMA stufte Lupit erst einige Stunden später als Taifun ein, etwa zur selben Zeit, als PAGASA dem Taifun den lokalen Namen Ramil zuwies, da der Taifun in den Verantwortungsbereich der philippinischen Meteorologen gelangt war. Die nächsten beiden Tage schwenkte der Taifun zunächst nordwärts und zog dann nach Nordosten, bevor er auf seine ursprüngliche westnordwestliche Zugrichtung zurückkehrte. Während dieser Zeit intensivierte Lupit aufgrund günstiger Bedingungen und hoher Wassertemperaturen weiter und erreichte am 17. Oktober nach einer rapiden Intensivierung eine Intensität äquivalent zur Kategorie 3 auf der Saffir-Simpson-Hurrikan-Skala sowie am Vormittag des 18. Oktobers sogar die Kategorie 4. Lupit erreichte mit andauernden Windgeschwindigkeiten von 95 Knoten seine größte Stärke. Am 20. Oktober ging die Stärke des Taifuns rasch zurück. Der Taifun bedrohte zwar erneut Luzon und es wurde eine Zeit lang prognostiziert, dass der Taifun den äußersten Norden der Insel streifen würde, die Vorwärtsgeschwindigkeit des Wirbelsturms nahm jedoch ab. Trockene Luft und ungünstige Bedingungen hatten dem Sturm weiter zugesetzt, sodass er am 24. Oktober von der JMA zu einem schweren tropischen abgestuft wurde. näherte sich der Nordostspitze Luzons, wurde jedoch dann von einer Steuerungsströmung erfasst, die den Sturm schnell in nordöstlicher Richtung davontrug. JTWC und PAGASA gaben ihre letzte Warnungen aus, weil Lupits Transition zu einem außertropischen Sturm einsetzte; die JMA setzte ihre Warnungen jedoch noch bis zum 27. Oktober fort.

### Tropische Depression vom 16. Oktober
Spät am 15. Oktober meldete das JTWC die Bildung eines Tiefdruckgebietes etwa 780 km südöstlich von Hue, Vietnam, die schon bald Konvektion und ein bodennahes Zirkulationszentrum ausbildete. Das System bewegte sich in eine Zone mit günstigen Bedingungen für eine weitere Entwicklung, mit geringer vertikaler Windscherung und warmen Wassertemperaturen. Am nächsten Morgen klassifizierte die JMA das System als tropisch. Das Zirkulationszentrum war aufgrund starker vertikaler Windscherung zu dem Zeitpunkt freigestellt. Das Tiefdruckgebiet blieb jedoch schwach und konnte sich nicht weiterentwickeln. Es löste sich am 20. Oktober auf.

### Tropische Depression 25W
In der Frühe des 3. November berichtete das JTWC, dass in der Mohnsunnrinne etwa 440 Seemeilen südöstlich von Pohnpei ein Konvektionsgebiet bestand. Die Konvektion war schwach organisiert und war von einer schwachen, ausgewalzten Zirkulation in mittlerer Höhe umgeben. Die Umgebungsbedingungen waren jedoch nicht vorteilhaft für eine weitere Entwicklung, da in dem Gebiet mäßige vertikale Windscherung herrschte. Während der nächsten Tage entwickelte die Störung langsam ein bodennahes Zirkulationszentrum und sowohl JMA als auch JTWC klassifizierten das System am 7. November als tropisches Tiefdruckgebiet. Das System zog langsam ostwärts. Es wurde vom JTWC für kurze Zeit zu einem tropischen Sturm hochgestuft, konnte diese Intensität jedoch nicht beibehalten. Die JMA klassifizierte das System nicht als tropischen Sturm. Ohne Land gefährdet zu haben, löste sich das System am 10. November auf.

### Tropische Depression vom 7. Dezember
Spät am 7. Dezember meldete das JTWC, dass sich etwa 965 km südöstlich von Manila ein Konvektionsgebiet um ein sich rasch entwickelndes bodennahes Zirkulationszentrum gebildet hat. Das bodennahe Zirkulationszentrum hatte sich rapide aus dem südwestlichen Ausläufer einer Scherungsfront gebildet. Das JTWC ging davon aus, dass die Bildung eines tropischen Systems unmittelbar erfolgte, die Japan Meteorological Agency meldete die Bildung eines tropischen Tiefdruckgebietes erst einen Tag später. Die JMA gab einige Stunden später die letzte Warnung zu dem System aus und das JTWC widerrief den TCFA, weil das System über Mindanao gezogen war und sich über Land aufgelöst hatte.

## Sturmnamen
Tropische Wirbelstürme im westlichen Nordpazifik werden durch das RSMC Tokyo-Typhoon Center der Japan Meteorological Agency benannt. Die Namen entstammen der folgenden Liste. Diese wird fortlaufend verwendet, es gibt also keine jährlich wechselnden Namenslisten wie im östlichen Nordpazifik oder im Atlantik. Die Namen wurden durch 13 Mitglieder des ESCAP/WMO Typhoon Committee vorgeschlagen. Jedes dieser Mitglieder – mit Ausnahme von Singapur – hat zehn Namensvorschläge eingereicht, die in alphabetischer Reihenfolge der englischen Bezeichnungen der Mitglieder zur Anwendung kommen. Die folgenden Namen wurden für benannte Stürme benutzt:
Kujira, Chan-hom, Linfa, Nangka, Soudelor, Molave, Goni, Morakot, Etau, Vamco, Krovanh, Dujuan, Mujigae, Choi-wan, Koppu, Ketsana, Parma, Melor, Nepartak, Lupit, Mirinae, Nida

### Philippinen
Die Philippine Atmospheric, Geophysical and Astronomical Services Administration (PAGASA) verwendet für tropische System in ihrem Verantwortungsbereich ein eigenes Namensschema. Die Namenslisten von PAGASA werden alle vier Jahre wieder verwendet.
Die folgenden Namen wurden für benannte Stürme benutzt:
Auring, Bising, Crising, Dante, Emong, Feria, Gorio, Huaning, Isang, Jolina, Kiko, Labuyo, Maring, Nando, Ondoy, Pepeng, Quedan, Ramil, Santi, Tino, Urduja, Vinta